# Mini Ninjas (serie de televisión)
Mini Ninjas es una serie animada francesa producida por el sello de TF1 Productions y se basa en una adaptación del videojuego producidos por IO Interactive.
El estreno del espectáculo tuvo lugar en Francia el 21 de marzo de 2015 en el canal francés TF1. En Latinoamérica, la serie se estrenó 4 de julio de 2015 que salió al aire en Disney XD.
Los 3 Protagonistas son:
Hiro,
Futo y
Suzume
- Datos: Q21065603